# Nikolai Nebogatov
Nikolai Ivanovich Nebogatov (Николай Иванович Небогатов; 20 de abril de 1849 – 4 de agosto de 1922) foi um almirante russo. 
Em 1869, se formou no Corpo de Cadetes do Mar e em 1874, foi promovido a tenente. Em 1901, foi promovido a Almirante. Durante a Guerra Russo-Japonesa assumiu o comando da frota russa após o ferimento do Almirante Zinovi Rozhestvenski em 27 de maio de 1905, na Batalha de Tsushima. No dia seguinte, sem condições de continuar a luta contra os japoneses, Nebogatov se rendeu e se tornou um prisioneiro de guerra, nesse período foi expulso do Almirantado russo. Em dezembro de 1906, Nebogatov retorna à Rússia quando foi preso, julgado por uma corte marcial e condenado à morte, mas recebeu o perdão do Czar sendo condenado a 10 anos de prisão. Em 1909, foi libertado da Fortaleza de Pedro e Paulo, por ocasião do aniversário do Czar. Nebogatov mudou-se para Moscou, onde morreu em 1922, deixando uma esposa e duas filhas e um filho.